# Liste des lieux d'À la recherche du temps perdu
Cet article décrit les lieux des romans constituant À la recherche du temps perdu, œuvre romanesque de Marcel Proust.
Dans le dernier paragraphe de la troisième partie, Nom de pays : le nom, du tome 1 Du côté de chez Swann, Marcel Proust conclut en précisant qu'un lieu, dans sa suite romanesque, n'est pas seulement un point dans l'espace :
« Les lieux que nous avons connus n’appartiennent pas qu’au monde de l’espace où nous les situons pour plus de facilité. Ils n’étaient qu’une mince tranche au milieu d’impressions contiguës qui formaient notre vie d’alors ; le souvenir d’une certaine image n’est que le regret d’un certain instant ; et les maisons, les routes, les avenues, sont fugitives, hélas ! comme les années ».

## «Combray» et ses environs

### «Combray»
Combray est une ville imaginaire qui tient une place importante dans À la recherche du temps perdu de Marcel Proust. Cette ville fictive, éponyme du titre de la première partie de Du côté de chez Swann, premier volume de la série, est inspirée en partie de la ville réelle d'Illiers (Eure-et-Loir), où l'écrivain passe ses vacances d'enfance entre 1877 et 1880, et qui a pris par la suite en hommage le nom d'Illiers-Combray.

#### «La Vivonne»
« Jamais dans la promenade du côté de Guermantes nous ne pûmes remonter jusqu’aux sources de la Vivonne auxquelles j’avais souvent pensé et qui avaient pour moi une existence si abstraite, si idéale, que j’avais été aussi surpris quand on m’avait dit qu’elles se trouvaient dans le département, à une certaine distance kilométrique de Combray, que le jour où j’avais appris qu’il y avait un autre point précis de la terre où s’ouvrait, dans l’antiquité, l’entrée des Enfers. »

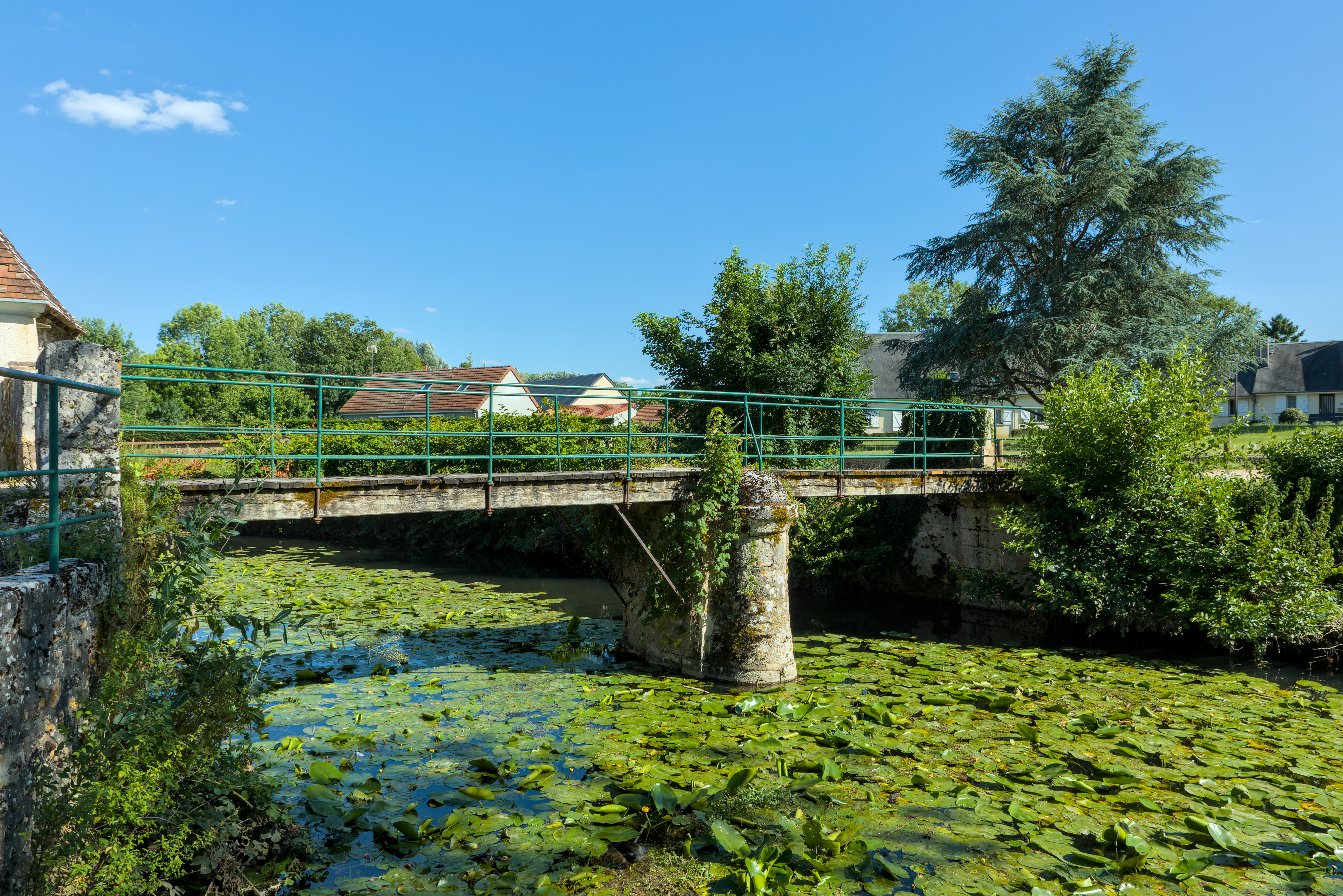
Le pont de la rue de la Fontaine sur le Loir à Illiers-Combray : dans À la recherche du temps perdu, ce pont correspond au Pont-Vieux sur la Vivonne.

La Vivonne, cette rivière fictive que Proust évoque tout au long de Combray, la première partie de Du côté de chez Swann, correspond au Loir, dont la source se trouve à Saint-André-des-Champs (Saint-Éman), un village situé à 4 km d'Illiers-Combray.
Elle traverse Montjouvain (le manoir de Mirougrain) et Combray. Plusieurs de ses affluents bordent également les lieux du roman : Méséglise (Méréglise sur la Thironne) et Guermantes (château de Villebon).

#### «Le Pont-Vieux»
Construite avec des piles de pierres en 1806, Proust la nomme Le Pont-Vieux dans « Du côté de chez Swann » : 
« On la traversait une première fois [la Vivonne], dix minutes après avoir quitté la maison, sur une passerelle dite le Pont-Vieux ».

#### «Parc et château de Tansonville»

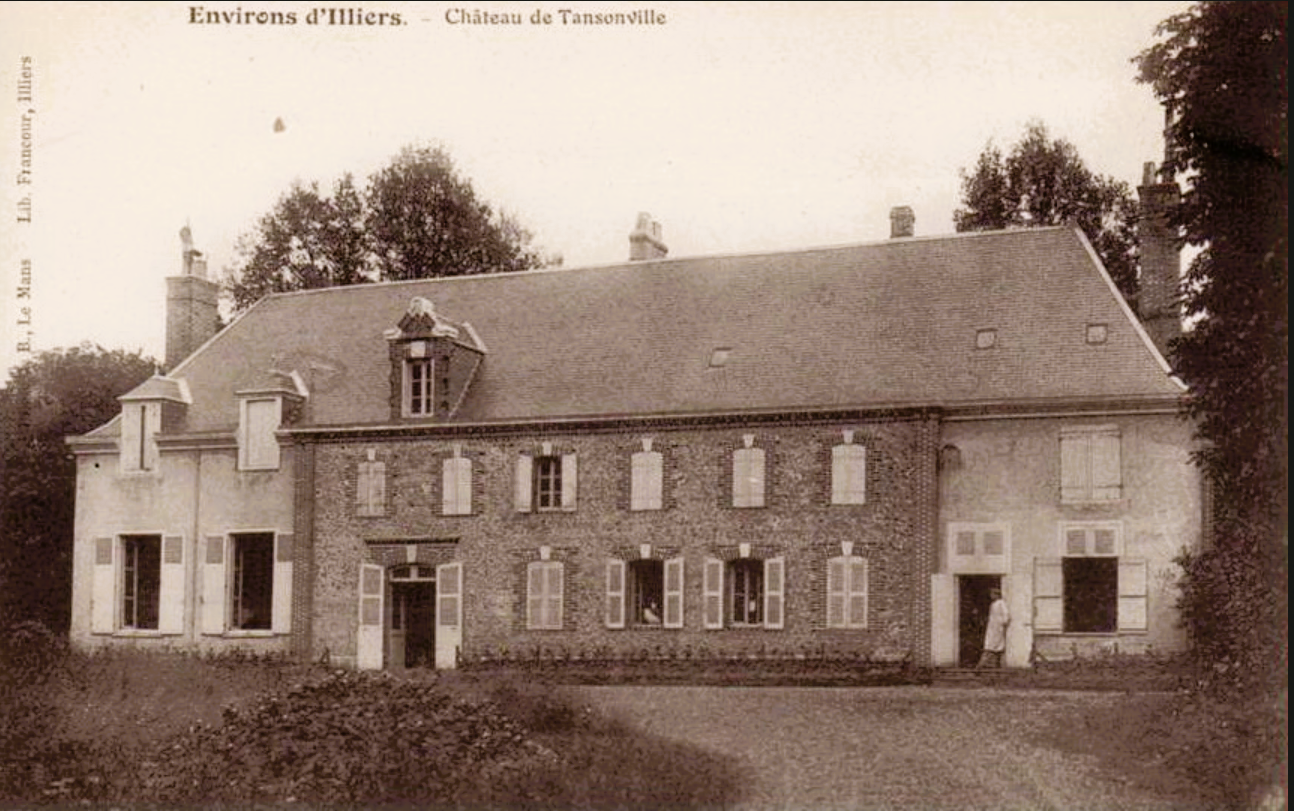
Carte postale ancienne du château de Tansonville.

- Le parc du château de Tansonville est décrit à partir du jardin du Pré-Catelan, aménagé entre 1850 et 1870, selon les sources. Ce jardin d'agrément a été créé par Jules Amiot, oncle paternel par alliance de Marcel Proust, en référence au jardin du Pré-Catelan du bois de Boulogne à Paris. Le site est classé depuis 1946, protégé au titre de monument historique en 1999[2] et classé à l'inventaire général du patrimoine culturel en 2002[3].
  - Le chemin des aubépines : « Je le trouvai [le petit chemin qui monte vers les champs] tout bourdonnant de l’odeur des aubépines. La haie formait comme une suite de chapelles qui disparaissaient sous la jonchée de leurs fleurs amoncelées en reposoir ; au-dessous d’elles, le soleil posait à terre un quadrillage de clarté, comme s’il venait de traverser une verrière »[Combray 3]
  - La barrière blanche : :« ... l’on sortait de la ville par le chemin qui passait le long de la barrière blanche du parc de M. Swann. »[Combray 4]

- Le véritable château de Tansonville est, quant à lui, situé dans le hameau de Tansonville, sur le territoire de la commune d'Illiers-Combray, à environ 2 km du bourg.

#### «Saint-Hilaire»
Saint-Hilaire est le nom d'une ancienne paroisse d'Illiers-Combray, Illiers ayant pour origine saint Hilarius, patron de la paroisse. Un quartier d'Illiers-Combray dénommé Saint-Hilaire subsiste aujourd'hui.
« C’est Saint-Hilaire qu’on appelle aussi, vous le savez, dans certaines provinces, saint Illiers, saint Hélier, et même, dans le Jura, saint Ylie. Ces diverses corruptions de sanctus Hilarius ne sont pas du reste les plus curieuses de celles qui se sont produites dans les noms des bienheureux ».
L'église Saint-Hilaire de Proust est, comme beaucoup de ses noms de lieux, une construction mobilisant plusieurs origines, réelles et imaginaires. Ainsi, dans sa dédicace à Jacques de Lacretelle, il écrit en 1918 : « Ma mémoire m'a prêté comme modèles (a fait poser) beaucoup d'églises. Je ne saurais plus vous dire lesquelles. Je ne me rappelle même plus si le paysage vient de Saint-Pierre-sur-Dives ou de Lisieux. Certains vitraux sont certainement les uns d’Évreux, les autres de la Sainte-Chapelle et de Pont-Audemer ».

#### «Château des anciens comtes de Combray»
« Ils étaient semés des restes, à demi enfouis dans l’herbe, du château des anciens comtes de Combray qui au Moyen âge avait de ce côté le cours de la Vivonne comme défense contre les attaques des sires de Guermantes et des abbés de Martinville. Ce n’étaient plus que quelques fragments de tours bossuant la prairie, à peine apparents, quelques créneaux d’où jadis l’arbalétrier lançait des pierres, d’où le guetteur surveillait..., aujourd’hui au ras de l’herbe, dominés par les enfants de l’école des frères qui venaient là apprendre leurs leçons ou jouer aux récréations »

#### «Viaduc»
« Parfois nous allions jusqu’au viaduc, dont les enjambées de pierre commençaient à la gare et me représentaient l’exil et la détresse hors du monde civilisé, parce que chaque année en venant de Paris, on nous recommandait de faire bien attention, quand ce serait Combray, de ne pas laisser passer la station, d’être prêts d’avance, car le train repartait au bout de deux minutes et s’engageait sur le viaduc au delà des pays chrétiens dont Combray marquait pour moi l’extrême limite. »

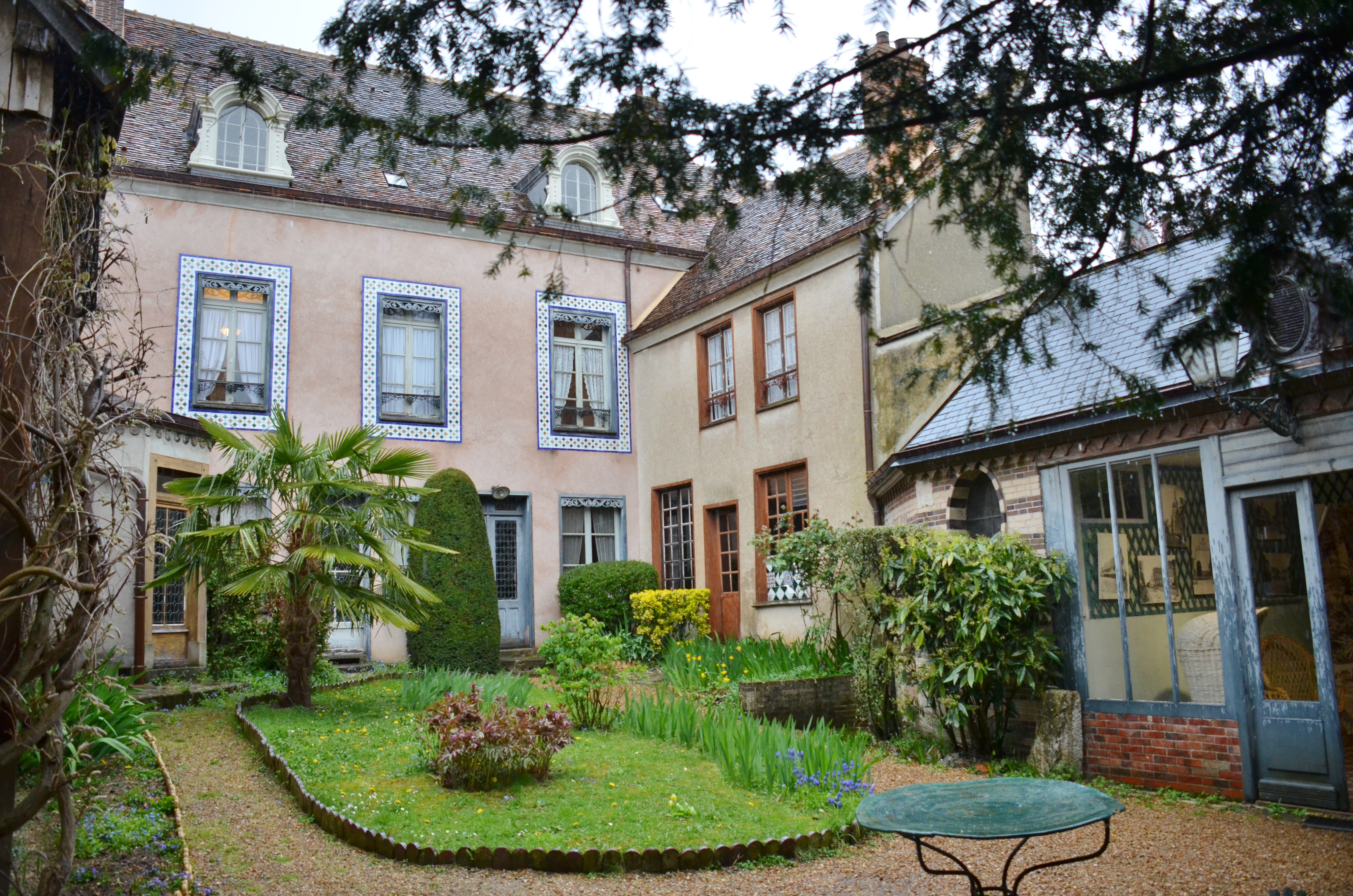
Maison de tante Léonie (maison d'Élisabeth Proust).
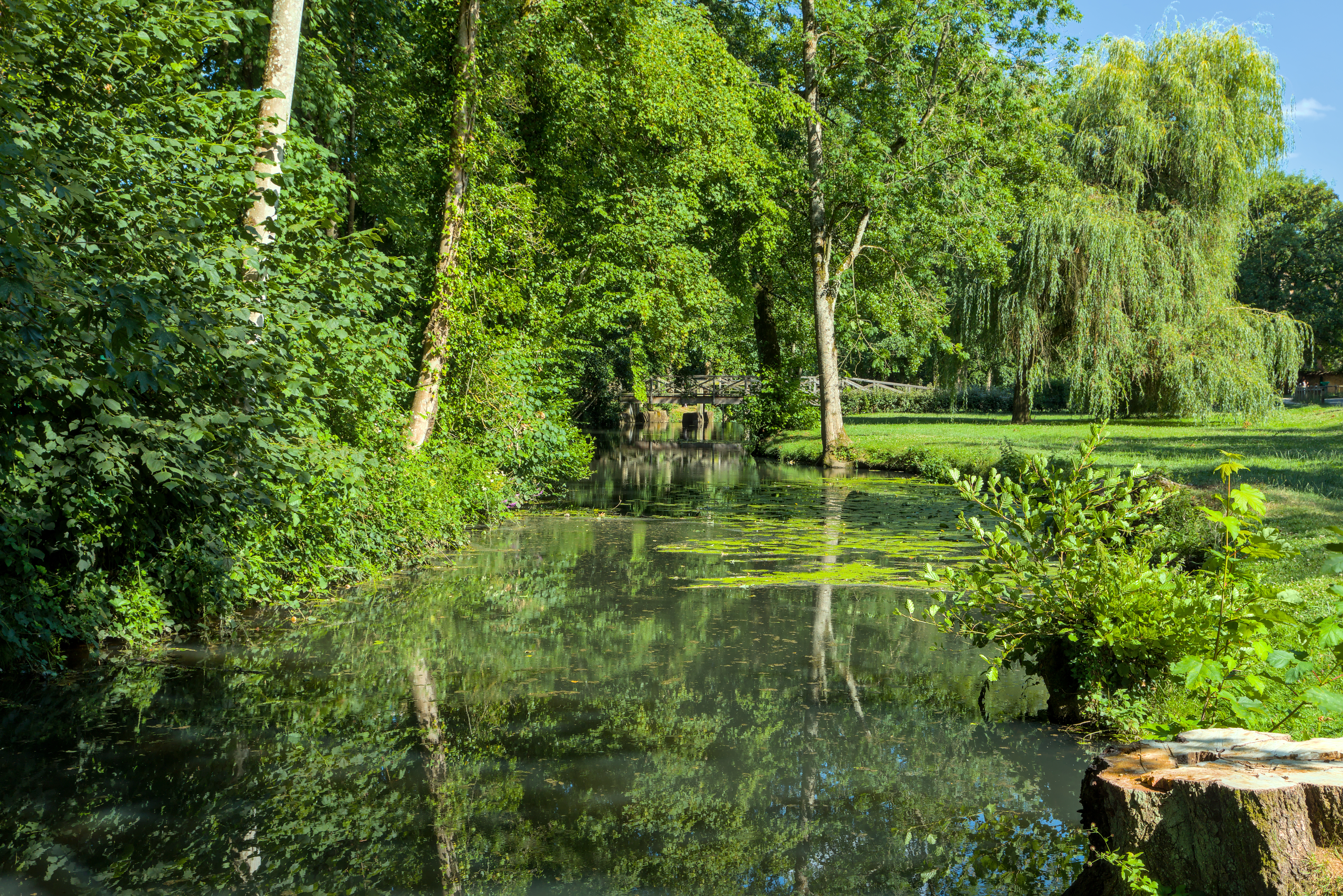
Le jardin du Pré-Catelan à Illiers-Combray.
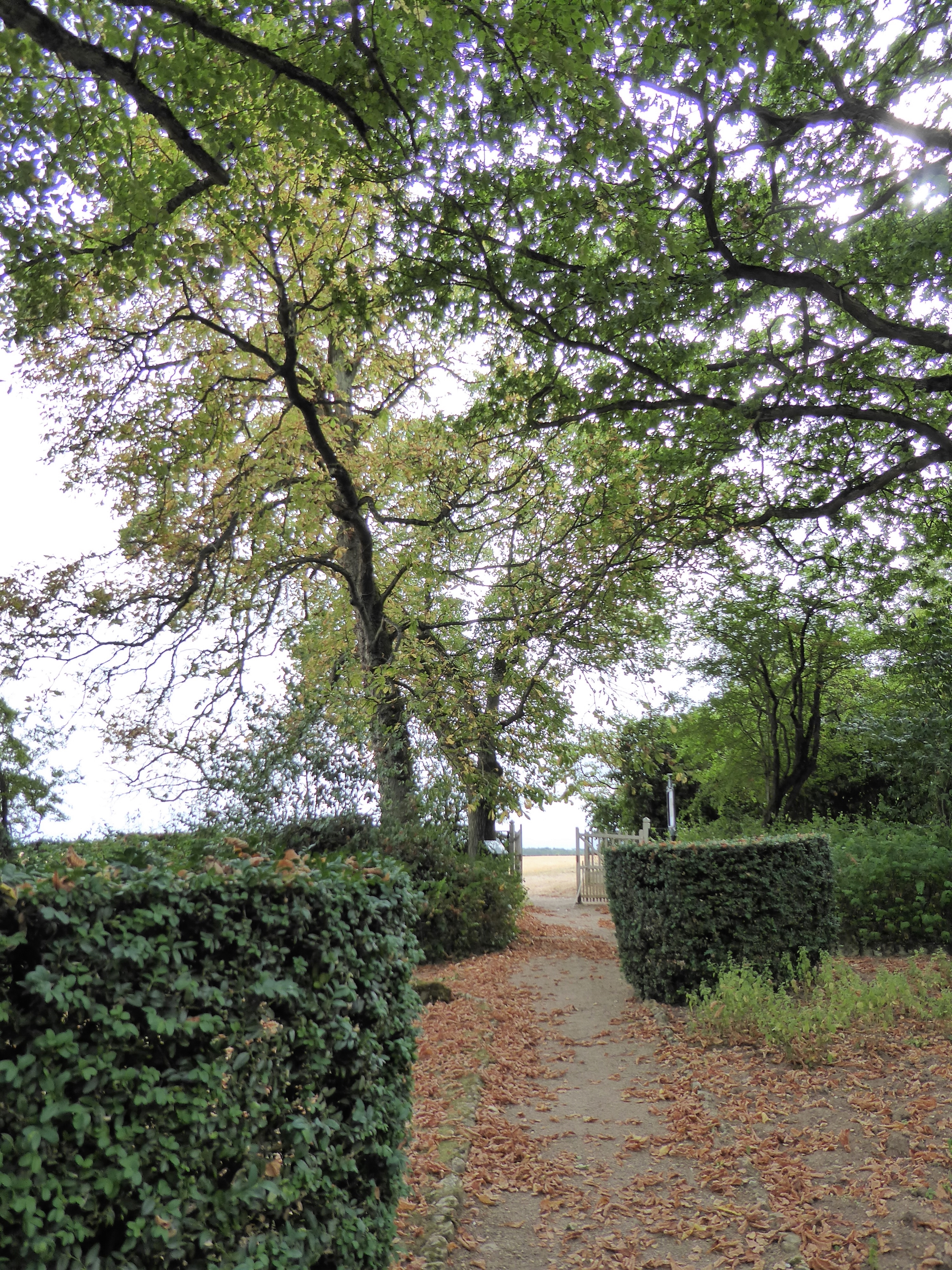
La barrière blanche du parc de Tansonville.
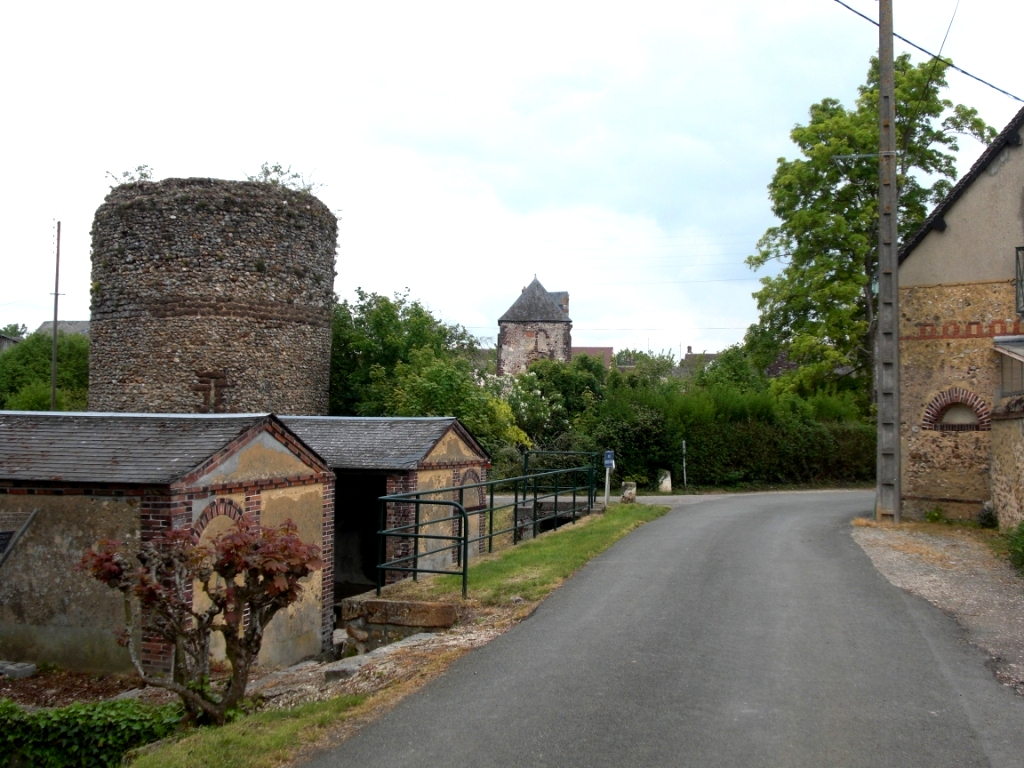
Château des anciens comtes de Combray.

De Combray, partent deux balades opposées qui servent de référence à la structure sociologique de la totalité de l’œuvre, ainsi qu'aux titres de ses parties :

### «Du côté de chez Swann»

#### «Méséglise»
Le côté de Méséglise, inspiré par le village de Méréglise à 5 km d'Illiers-Combray, sur le chemin duquel on passe par Tansonville où habite Swann, ami de la famille du narrateur, qui a hérité de la propriété de son père. Le narrateur aperçoit dans leur parc sa fille, Gilberte accompagnée d'Odette, sa mère et d'un homme qu'il ne sait pas encore être le baron de Charlus.
Le titre du premier volume de la Recherche: Du côté de chez Swann en est issu. Ce volume décrit le milieu social de la bourgeoisie aisée qui est aussi celui du narrateur, milieu qui est aussi celui d'où vient Swann, et où il tente de s'insérer à nouveau en fréquentant le salon de Madame Verdurin.

#### «Saint-André-des-Champs»
Du côté de Méséglise, ce village est inspiré par Saint-Éman.
« Sur la droite, on apercevait par delà les blés les deux clochers ciselés et rustiques de Saint-André-des-Champs, eux-mêmes effilés, écailleux, imbriqués d’alvéoles, guillochés, jaunissants et grumeleux, comme deux épis. »
« ... Souvent aussi nous allions nous abriter, pêle-mêle avec les saints et les patriarches de pierre sous le porche de Saint-André-des-Champs. Que cette église était française ! Au-dessus de la porte, les saints, les rois-chevaliers une fleur de lys à la main, des scènes de noces et de funérailles, étaient représentés comme ils pouvaient l’être dans l’âme de Françoise. »
« ...Le côté de Méséglise avec ses lilas, ses aubépines, ses bluets, ses coquelicots, ses pommiers, le côté de Guermantes avec sa rivière à têtards, ses nymphéas et ses boutons d’or, ont constitué à tout jamais pour moi la figure des pays où j’aimerais vivre, où j’exige avant tout qu’on puisse aller à la pêche, se promener en canot, voir des ruines de fortifications gothiques et trouver au milieu des blés, ainsi qu’était Saint-André-des-Champs, une église monumentale, rustique et dorée comme une meule ».
L'église Saint-Éman de Saint-Éman, inscrite en 1928 en tant que monument historique, arbore un unique clocher, mais son entrée est précédée d'un porche.
L'église fictive évoquée a également donné lieu à la proposition de plusieurs autres modèles :
- Le prieuré Saint-Martin-des-Champs (Paris)[7] ;
- L'église Saint-Loup de Saint-Loup-de-Naud (Seine-et-Marne)[8].

#### «Montjouvain»
« C’est du côté de Méséglise, à Montjouvain, maison située au bord d’une grande mare et adossée à un talus buissonneux que demeurait M. Vinteuil. »
Bien que Montjouvin soit un lieu-dit d’Illiers-Combray sur la route de Méréglise, la maison de Vinteuil et de sa fille a pour origine le manoir de Mirougrain, inscrit en tant que monument historique en 1977. Dans l'enfance de Proust, le manoir était occupé par une poétesse, Mademoiselle Juliette Joinville d'Artois, qui inspire à Proust le personnage de Mademoiselle Vinteuil.
Il est à noter que Mirougrain est cité une fois en tant que tel dans la première partie : « être la stupéfaction du village [tante Léonie] en conduisant notre deuil, courageuse et accablée, moribonde debout, celui bien plus précieux de la forcer au bon moment, sans temps à perdre, sans possibilité d’hésitation énervante, à aller passer l’été dans sa jolie ferme de Mirougrain, où il y avait une chute d’eau. »

#### «Vieuxvicq»
Orthographié aujourd'hui Vieuvicq, son clocher est décrit comme proche des deux clochers de Martinville-le-Sec :
« Au tournant d’un chemin j’éprouvai tout à coup ce plaisir spécial qui ne ressemblait à aucun autre, à apercevoir les deux clochers de Martinville, sur lesquels donnait le soleil couchant et que le mouvement de notre voiture et les lacets du chemin avaient l’air de faire changer de place, puis celui de Vieuxvicq qui, séparé d’eux par une colline et une vallée, et situé sur un plateau plus élevé dans le lointain, semblait pourtant tout voisin d’eux ».

#### «Martinville-le-Sec»

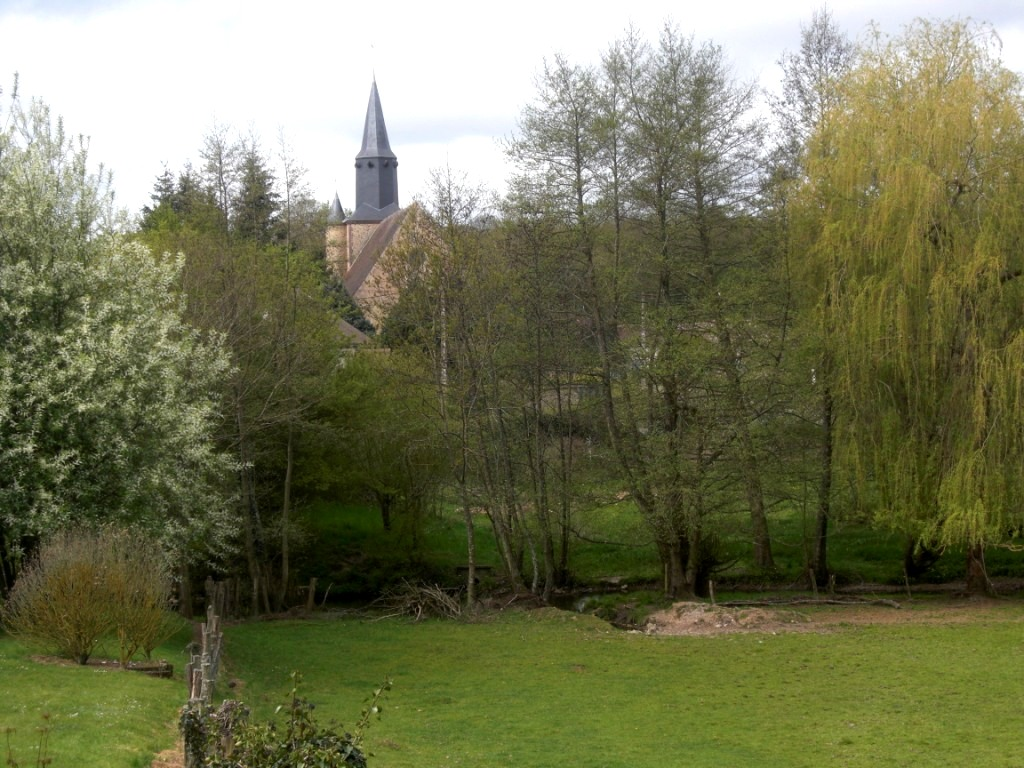
Église de Montigny.

Martinville est présenté comme « terre vassale de Guermantes ». Le village est le siège d'un marché et d'une abbaye :
« ... [le] château des anciens comtes de Combray qui au Moyen âge avait de ce côté le cours de la Vivonne comme défense contre les attaques des sires de Guermantes et des abbés de Martinville ».
« Seuls, s’élevant du niveau de la plaine et comme perdus en rase campagne, montaient vers le ciel les deux clochers de Martinville. Bientôt nous en vîmes trois : venant se placer en face d’eux par une volte hardie, un clocher retardataire, celui de Vieuxvicq, les avait rejoints ».
L'église Saint-Pierre de Montigny-le-Chartif, commune limitrophe de Vieuvicq, Méréglise et Illiers-Combray, pourrait éventuellement concourir comme partie du modèle : son clocher et le clocheton y permettant l'accès sont peut-être à considérer comme les deux clochers mentionnés.

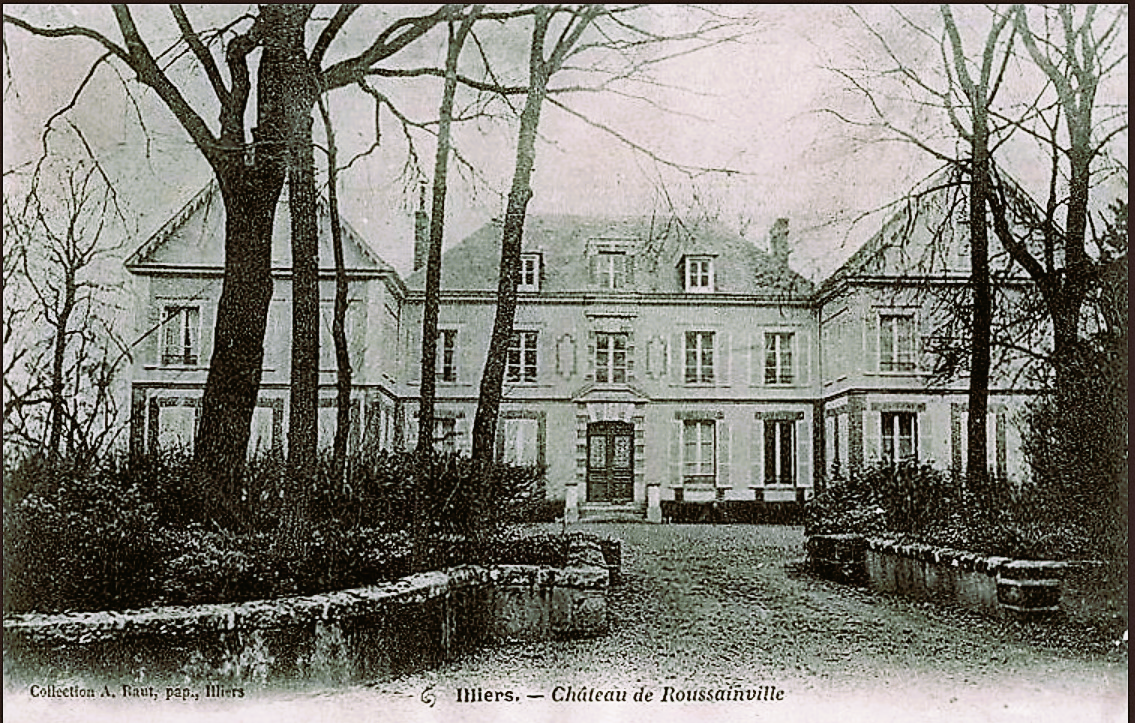
Château de Roussainville.

#### «Roussainville-le-Pin»
Roussainville existe réellement dans la commune d'Illiers-Combray ; le lieu comprend notamment un château. Marcel Proust élève le hameau au statut de village et le dote d'un donjon, d'une église, de bois, d'un marché le samedi après-midi et de paysannes accortes :
« Comme la promenade du côté de Méséglise était la moins longue des deux que nous faisions autour de Combray et qu’à cause de cela on la réservait pour les temps incertains, le climat du côté de Méséglise était assez pluvieux et nous ne perdions jamais de vue la lisière des bois de Roussainville dans l’épaisseur desquels nous pourrions nous mettre à couvert ».
« Mais errer ainsi dans les bois de Roussainville sans une paysanne à embrasser, c’était ne pas connaître de ces bois le trésor caché, la beauté profonde ».

Du côté de chez Swann
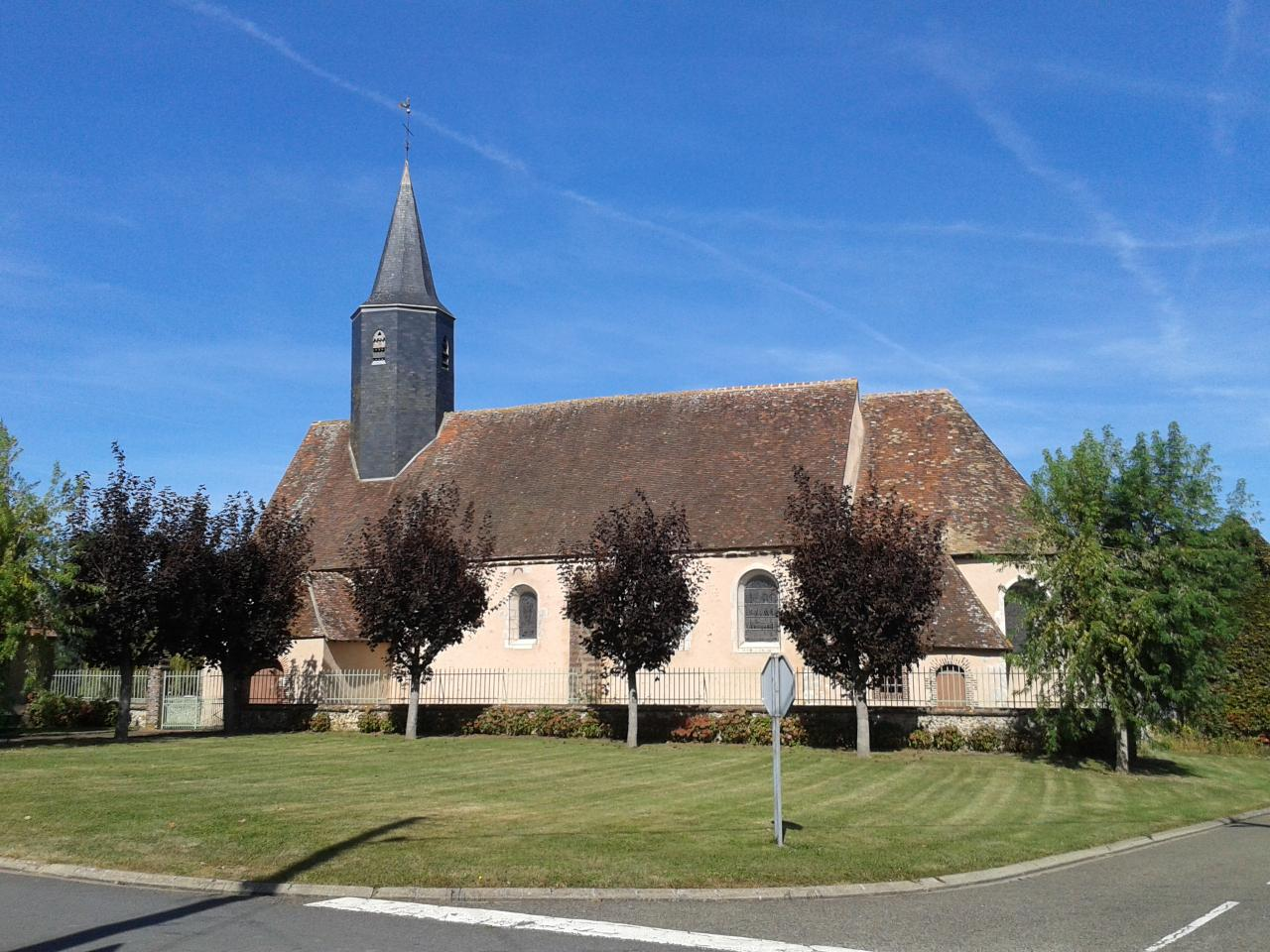
Vieuxvicq (église de Vieuvicq).
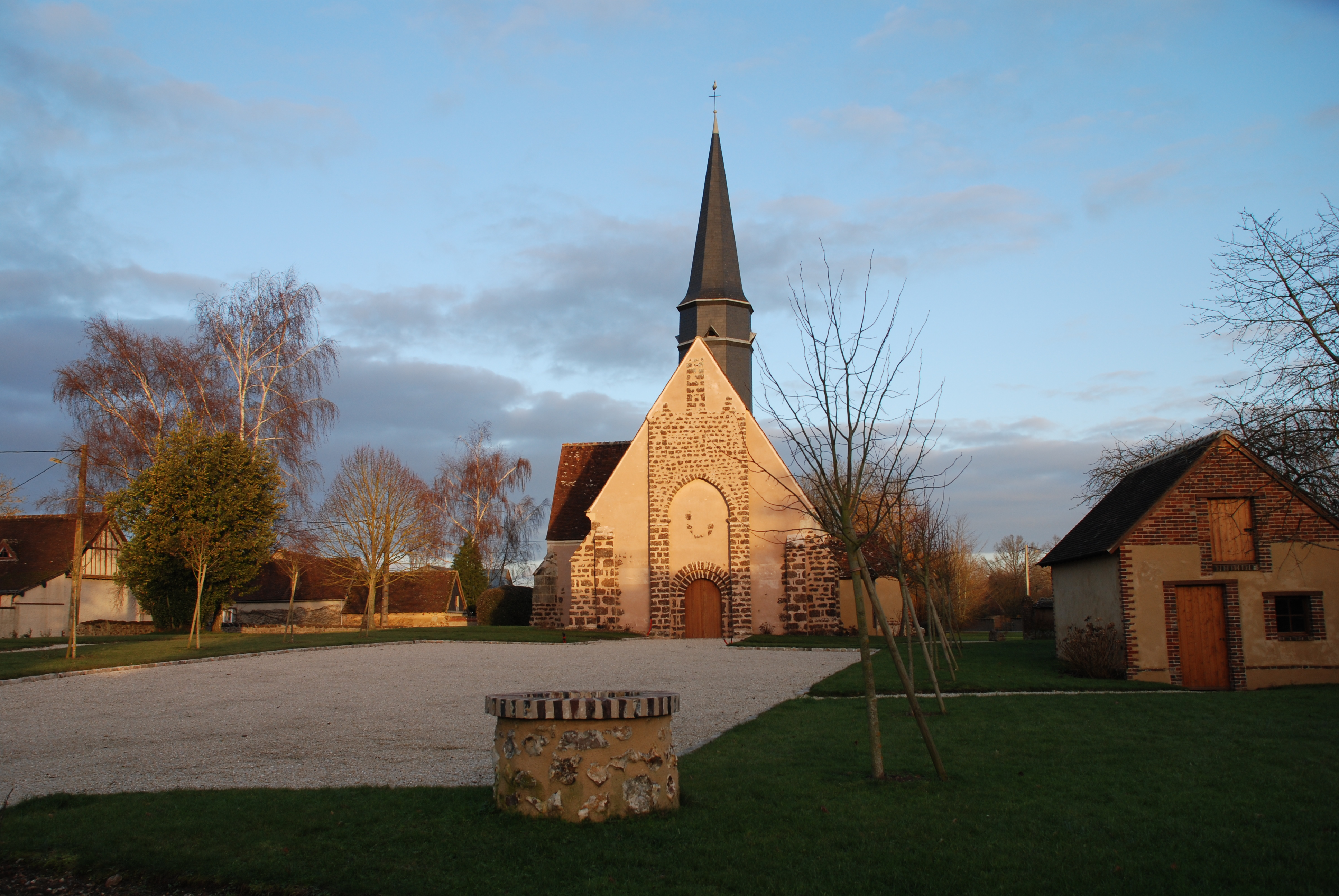
Méséglise (église de Méréglise).
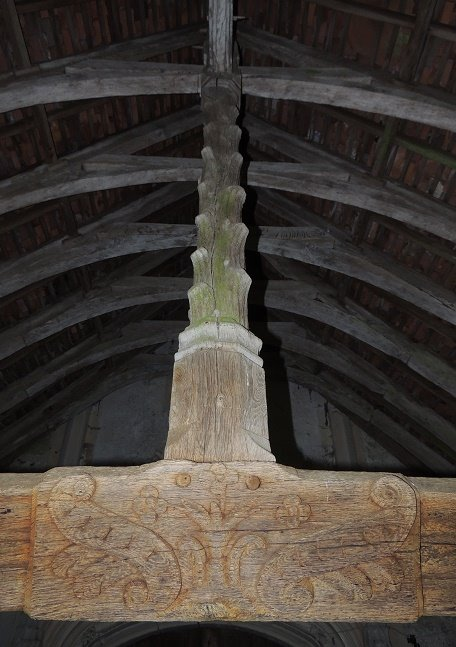
Porche de Saint-André-des-Champs (Saint-Éman).
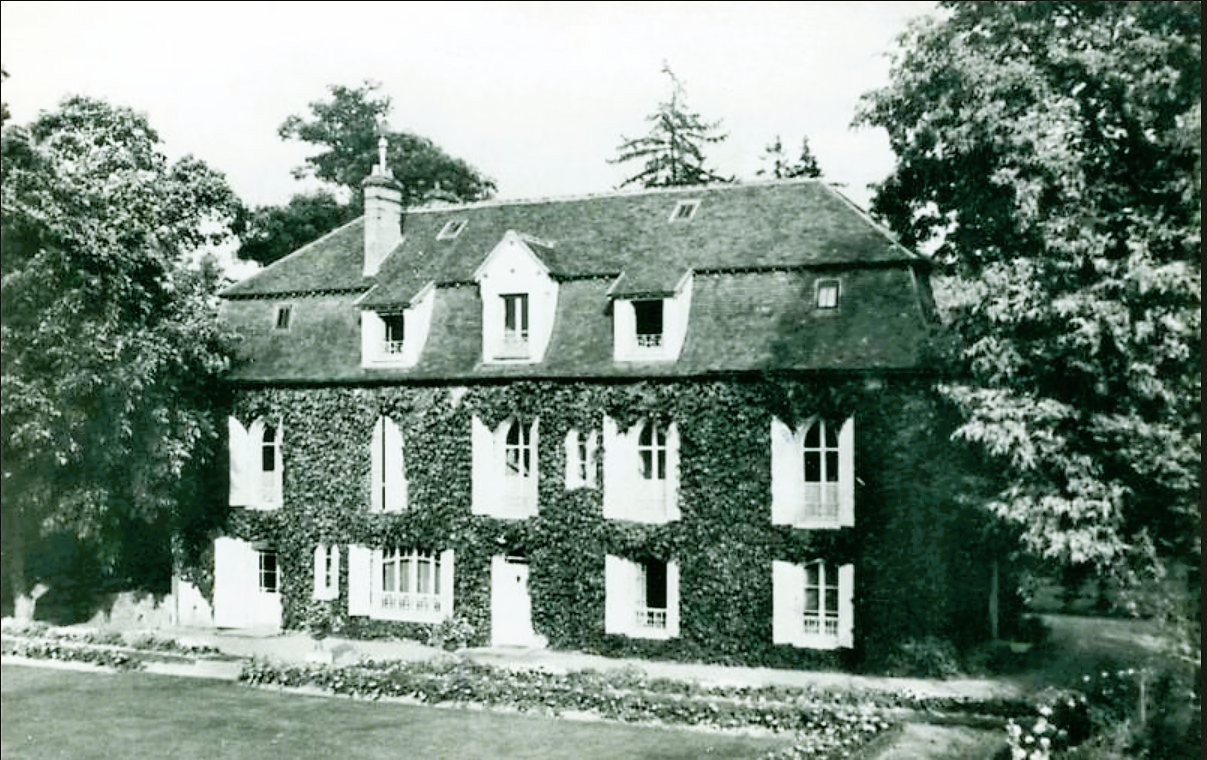
Montjouvain (manoir de Mirougrain, avant 1886).
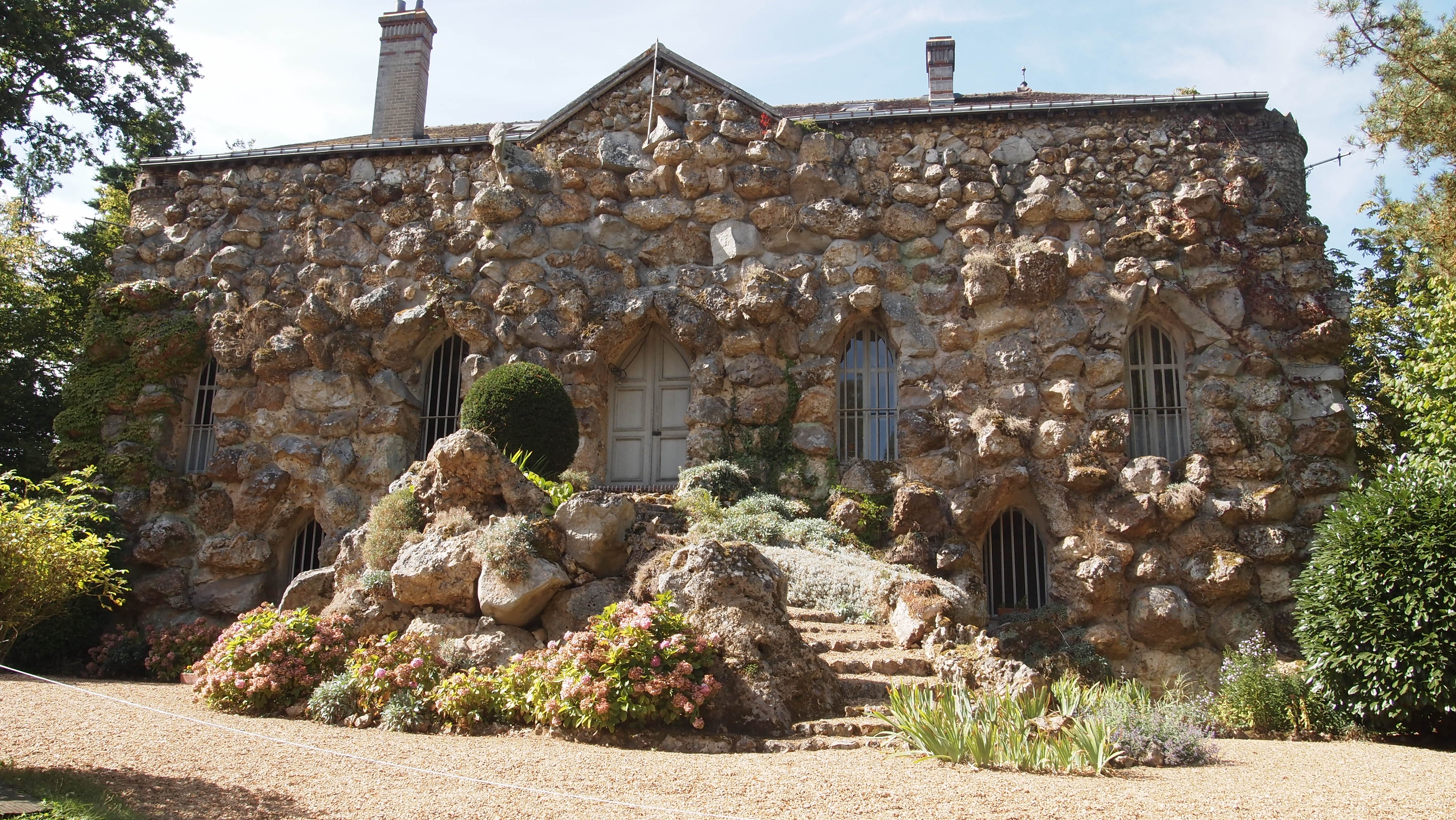
Montjouvain (manoir de Mirougrain, depuis 1886).

### «Le Côté de Guermantes»
« Le plus grand charme du côté de Guermantes, c’est qu’on y avait presque tout le temps à côté de soi le cours de la Vivonne. »
« Jamais non plus nous ne pûmes pousser jusqu’au terme que j’eusse tant souhaité d’atteindre, jusqu’à Guermantes. »

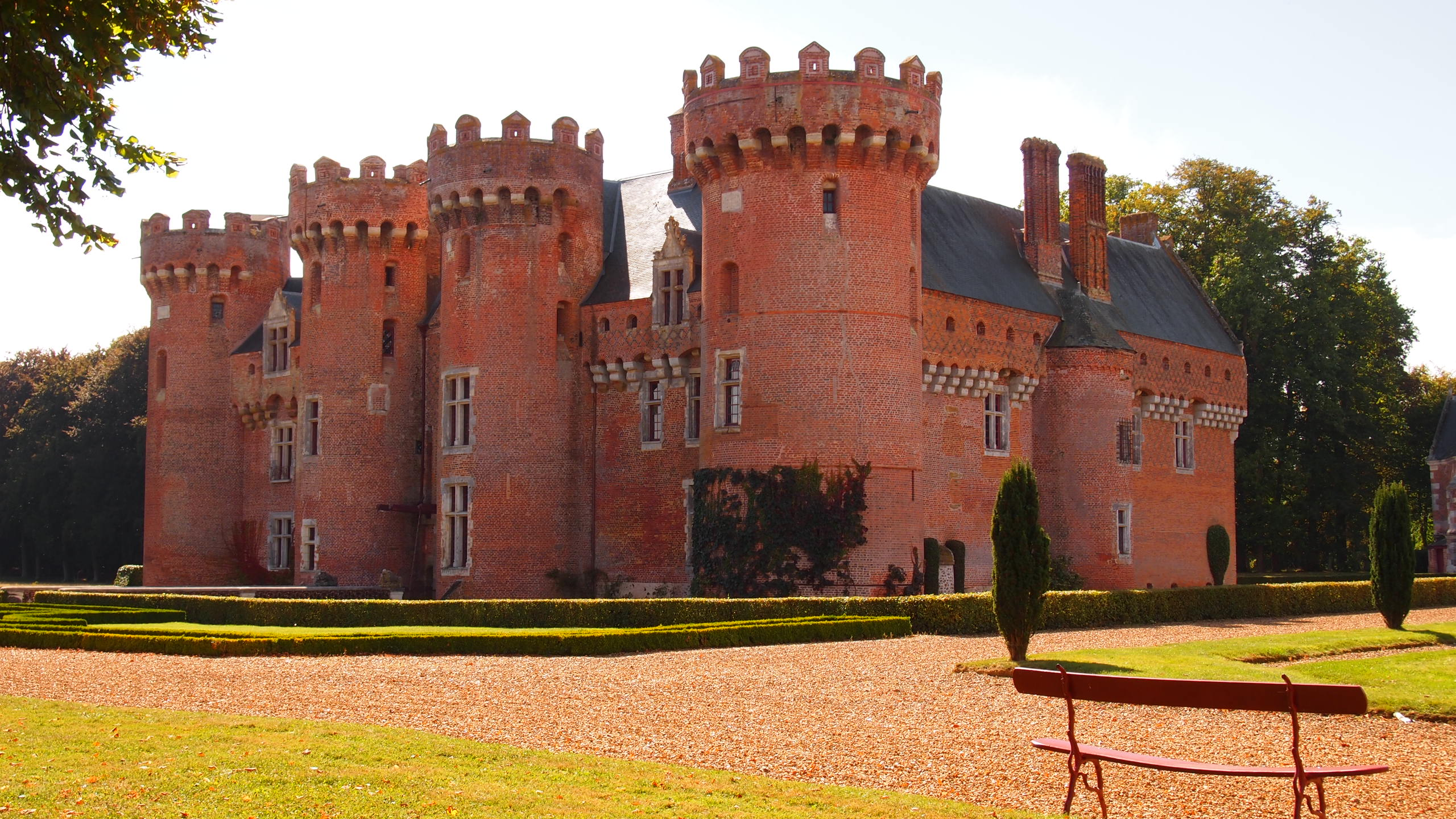
Le château de Guermantes (château de Villebon).

Du côté de Guermantes, à l'opposé du côté de Méséglise, il existe des milieux aristocratiques, qui sont décrits dans Le Côté de Guermantes, volume où le narrateur pénètre enfin les milieux mondains très cotés que fréquentent les Guermantes. C'est là où se trouve le château d'Oriane de Guermantes, d'où vient le titre.
À l'origine, la version manuscrite mentionnait « du côté de Villebon », où se situe le château du même nom, situé à 13 km de Combray.

### Chartres
« Un instant après il [Swann] ajouta : « Cela vous donnera une vision aussi noble que n’importe quel chef-d’œuvre, je ne sais pas moi… que — et il se mit à rire — « les Reines de Chartres ! » »,.
« ... au lieu de photographies de la Cathédrale de Chartres, des Grandes Eaux de Saint-Cloud, du Vésuve, elle [ma grand-mère] se renseignait auprès de Swann si quelque grand peintre ne les avait pas représentés, et préférait me donner des photographies de la Cathédrale de Chartres par Corot, des Grandes Eaux de Saint-Cloud par Hubert Robert, du Vésuve par Turner, ce qui faisait un degré d’art de plus ».

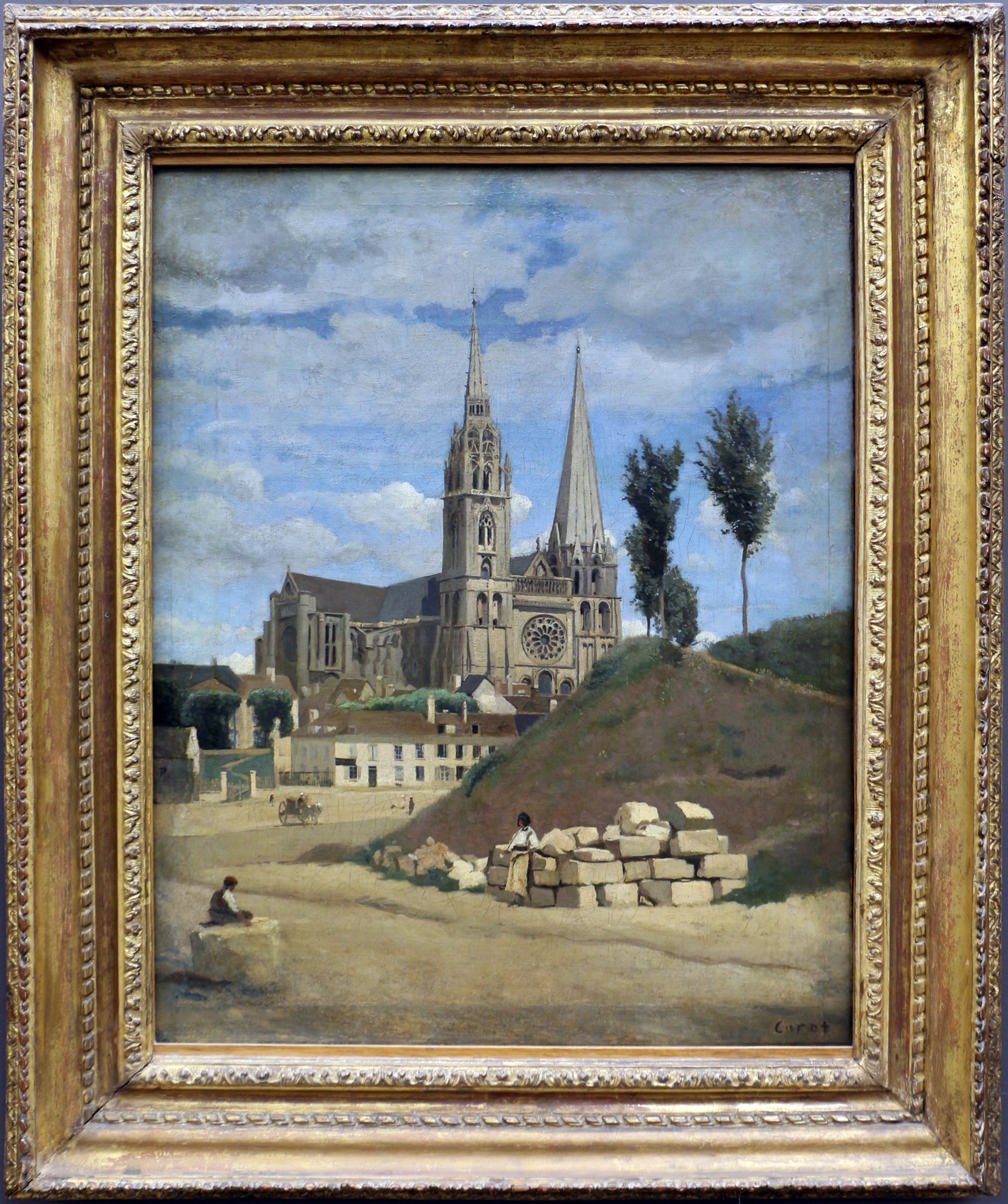
La cathédrale de Chartres par Corot.

Proust considérait en effet le tableau de Corot La Cathédrale de Chartres « comme l'un des huit tableaux digne de figurer dans une tribune française de la peinture au Louvre en 1920 ».

## Balbec
Balbec est une station balnéaire où le Narrateur se rend à plusieurs reprises. Située en Normandie, comme Cabourg que l'auteur fréquenta et qui sert en partie de modèle à la ville imaginaire. Cette ville est évoquée dès le premier volume, Du côté de chez Swann, dans la troisième partie intitulée Nom de pays : le nom. En effet Swann vante au Narrateur la beauté de l'église de Balbec, d'inspiration orientaliste, que l'enfant imagine battue par les flots. Il désire alors vivement y aller, parce qu'il croit que les lieux sont comme il les imagine.
Adolescent, il s'y rend en effet dans le second volume, À l'ombre des jeunes filles en fleurs, dans la seconde partie qui fait pendant par son titre à celle de Swann, Nom de pays : le pays. L'église n'est nullement située au bord de l'eau et le jeune homme est très déçu. En ce sens, Balbec s'oppose profondément dans la théorie proustienne de la perception et de la réminiscence à Combray, puisque Combray ressuscite purifié dans l'esprit grâce à la madeleine une fois la réalité objective oubliée, tandis que le Balbec rêvé disparait dans la confrontation avec la réalité objective.
C'est aussi lors de ce premier séjour qu'il fait la connaissance d'Albertine Simonet, dont le petit groupe de jeunes filles auquel elle appartient donne son nom au volume, les jeunes filles en fleur.
Balbec est un point central autour duquel gravitent d'autres lieux :

### Le Grand Hôtel

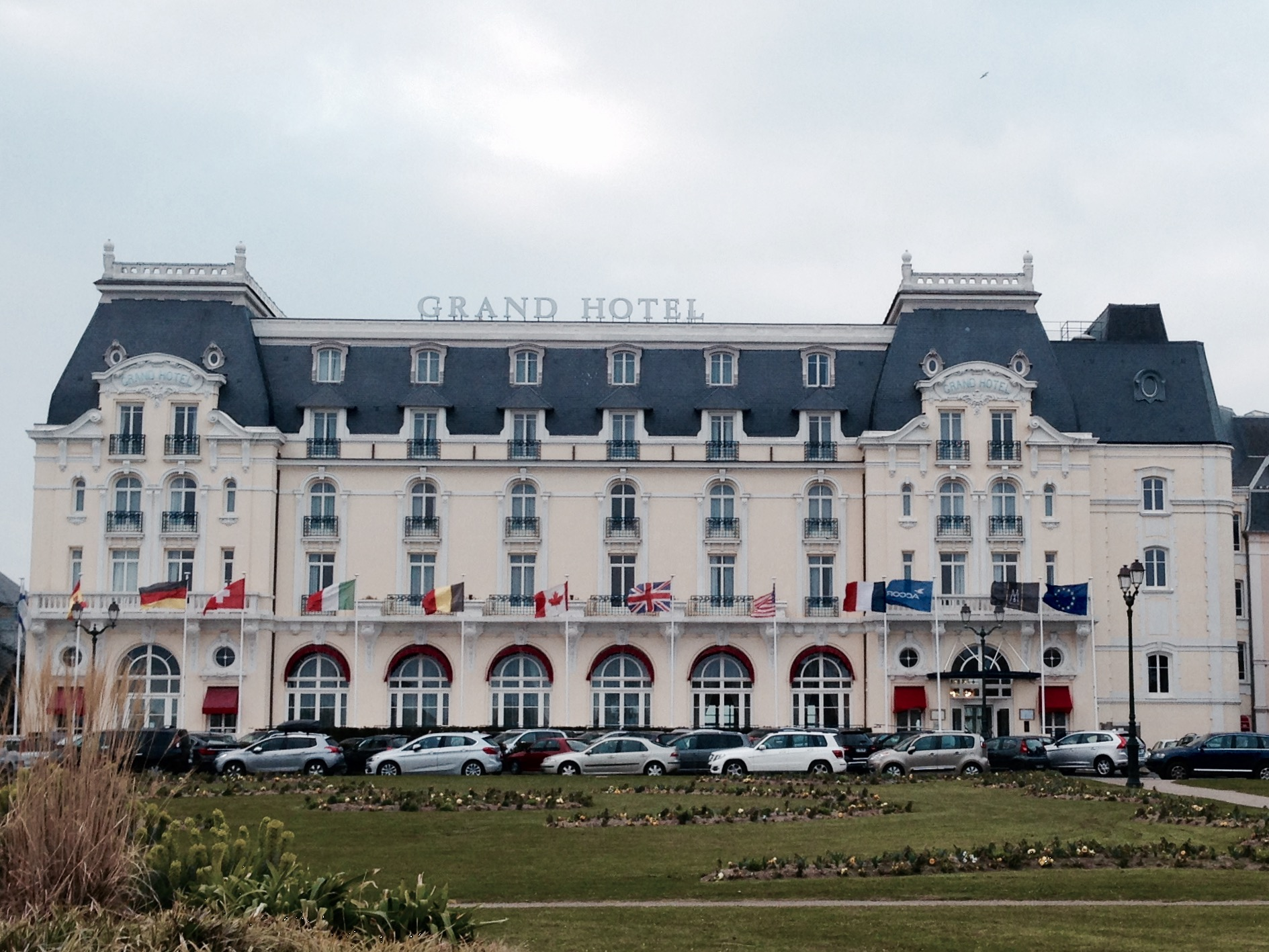
Grand Hôtel de Cabourg

Il prend sans doute lui aussi modèle sur le Grand Hôtel de Cabourg où séjourna Proust entre 1907 et 1914. Le Narrateur y va une première fois en compagnie de sa mère et de sa grand-mère, puis avec sa mère seule après le décès de cette dernière, dans Sodome et Gomorrhe 1. C'est là qu'il prend conscience de l’absence irrémédiable de la morte, un an après son décès. Cet événement s'explique par les intermittences du cœur, puisque le fait psychologique est décalé du fait réel. La salle à manger du Grand Hôtel est semblable à celle, encore visible aujourd'hui du modèle : située au rez-de-chaussée elle est séparée de la promenade qui longe la plage par une baie vitrée à travers laquelle les badauds peuvent observer les dîneurs assez aisés, puisque le restaurant est plutôt cher. Cette promenade porte d'ailleurs le nom de l'écrivain.

### Doncières
À ne pas confondre avec la commune lorraine du même nom.
Doncières est situé non loin de Balbec. Le narrateur s'y rend pour visiter son ami Robert de Saint-Loup qui y est officier. Doncières est alors brumeux, on y entend les clairons des revues.

### La Raspelière
C'est un lieu-dit où se trouve une propriété que les Cambremer louent aux Verdurin. Ce lieu fictif du manoir de la Raspelière est inspiré de trois manoirs réels, voisins les uns des autres, situés à Trouville-sur-Mer, possédés ou loués l'été par des personnalités proches de Marcel Proust : principalement le manoir des Frémonts où il séjourna (avec notamment l'évocation de la double vue, sur la vallée et sur la mer), et plus accessoirement les manoirs de La Cour brûlée et du Clos des Mûriers.

### Rivebelle
Il s'agit de la ville située en face de Balbec sur la baie. Il s'y trouve un Casino où ont lieu des scènes de fêtes alcoolisées. On peut y voir une allusion à Riva-Bella, le quartier balnéaire de Ouistreham, très proche de Cabourg.

## Par volume
Ces listes ne prétendent pas être exhaustives.

### 1.Du côté de chez Swann

#### 1.1Combray
Combray (115), Guermantes (78), Méséglise(-la-Vineuse) (27), Saint-Hilaire (19), Roussainville(-le-Pin) (17), Vivonne (15), Tansonville (12), Martinville(-le-Sec) (11), Montjouvain (10), Saint-André-des-Champs (7), Chartres (5), Jouy-le-Vicomte (5), Saint-Cloud (2), Thiberzy (4), Vieuxvicq (4), Pont-Vieux (6), Vésuve (2), viaduc d'Illiers-Combray (2), Bailleau-l’Exempt (1), Champieu (1), Clairefontaine (1), Laon (1), Novepont (1), Saint-Assise-lès-Combray (1), Verneuil (1).

### 2.À l'ombre des jeunes filles en fleurs
Paris (190), Balbec (159).

### 3.Le Côté de Guermantes
Combray (70), Doncières (28), Hôtel de Guermantes (7).

### 4.Sodome et Gomorrhe
Balbec (178), La Raspelière (75), Doncières (40), Maineville(-la-Teinturière) (22), Rivebelle (14), faubourg Saint-Germain (13), Chantepie (10), Montjouvain (7), Hermenonville (4), Doville-Féterne (2), .

### 5.La Prisonnière
Paris (74).

### 6.La Fugitive
Balbec (110), Paris (67), Venise (43), Combray (42), Touraine (18), Parme (13), Tansonville (10), faubourg Saint-Germain (3), Chapelle des Giotto (1).

### 7.Le Temps retrouvé
Paris (103), Tansonville (25).